# Værøy
Værøy este o comună din provincia Nordland, Norvegia.